# Strike Anywhere
Strike Anywhere ist eine US-amerikanische Polit-Melodic-Hardcore-Band, die 1999 in Richmond, Virginia gegründet wurde.

## Geschichte
Die Band besteht aus Thomas Barnett (Gesang), Matt Smith (Gitarre), Matt Sherwood (Gitarre), Garth Petrie (Bass) und Erik Kane (Schlagzeug). Der Bandname leitet sich von den sogenannten Überallstreichhölzern (strike anywhere matches) ab, womit die Bereitschaft beziehungsweise die Möglichkeit, überall loszuschlagen und damit die Revolution auszulösen, ausgedrückt werden soll.
Als Symbol verwendet die Band den „antifaschistischen Kreis“, ein Kreis, in dessen Mitte drei Pfeile schräg nach unten zeigen. Bekannt wurde dieses Symbol durch die Eiserne Front.
Das am 5. September 2006 erschienene Album Dead FM ist nicht mehr wie die vorherigen Alben über das Label Jade Tree, sondern über das Label Fat Wreck Chords veröffentlicht worden, bei dem auch Bands wie Anti-Flag, Rise Against und Sick of It All bereits Alben veröffentlichten.
In einem Interview kündigte die Band für den 6. Oktober 2009 ihr neues Album unter dem Namen Iron Front (in Anlehnung an die eiserne Front, von der auch das Bandlogo abgeleitet ist) an.
Am 28. August 2012 haben Strike Anywhere mit In Defiance of Empty Times eine Kollektion aus zwei Live-Acoustic Sets veröffentlicht. Das Unplugged-Album enthält elf Lieder aus der bisherigen Diskografie, aufgenommen 2011 im Rahmen von zwei Benefiz-Konzerten zugunsten Industrial Workers of the World (IWW) in Richmond und Rochester.
Am 17. Juli 2020 erscheint die fünfte EP der Band, erstmals über das Label Pure Noise Records. Als Grund für einen erneuten Labelwechsel gab Sänger Thomas Barnett im Interview mit MoreCore.de an, dass er kein Fan davon sei, wenn Hörer anhand des Label-Namens bereits erahnen könnten, wie eine Band klänge und sie für sich froh seien, mit jedem zusammenzuarbeiten, der an eine Art Engagement für die (Punkrock)Kultur glaube.

## Diskografie

### EPs
- 2000: Chorus of One (Red Leader Records (CD) / No Idea Records (LP))
- 2001: Bread or Revolution (Fat Wreck Chords)
- 2001: Underground Europe: The 1999 Demos (Scene Police)
- 2009: Iron Front (Bridge 9 Records / Digital EP)
- 2020: Nightmares Of The West (Pure Noise Records / Vinyl, CD, Digital EP)

### Alben
- 2001: Change Is a Sound (Jade Tree)
- 2003: Exit English (Jade Tree)
- 2006: Dead FM (Fat Wreck Chords)
- 2009: Iron Front (Bridge Nine Records)

### Kompilationen
- 2005: To Live in Discontent (Jade Tree, beinhaltet die Demos Chorus of One und Bread or Revolution)
- 2012: In Defiance of Empty Times (Bridge Nine Records) (Akustik)